# Angelina Köhler
Angelina Köhler (Dernbach, 12 novembre 2000) è una nuotatrice tedesca.

## Carriera
Specializzata nella farfalla, ai Mondiali di Doha 2024 ha vinto la medaglia d'oro nei 100m farfalla, diventando così la prima nuotatrice tedesca a conquistare una medaglia iridata nella disciplina 38 anni dopo Kornelia Greßler.

## Palmarès
- Mondiali

Doha 2024: oro nei 100m farfalla.
- Europei in vasca corta

Otopeni 2023: oro nei 200m farfalla e argento nei 100m farfalla.
- Giochi olimpici giovanili

Buenos Aires 2018: argento nei 100m farfalla e bronzo nei 50m farfalla.